# Thrinacophora spinosa
Thrinacophora spinosa är en svampdjursart som beskrevs av Wilson 1902. Thrinacophora spinosa ingår i släktet Thrinacophora och familjen Raspailiidae. Inga underarter finns listade i Catalogue of Life.